# Aloe 'Minibelle'
Aloe 'Minibelle' é uma espécie de liliopsida do gênero Aloe, pertencente à família Asphodelaceae.